# Ingrid Morsch
Ingrid Morsch (* 12. Oktober 1949, geborene Ingrid Thaler, verheiratete Ingrid Gatermann) ist eine deutsche Badmintonspielerin.

## Karriere
Ingrid Morsch gewann während ihrer Karriere drei deutsche Meistertitel. 1979 erkämpfte sie sich zwei Titel bei den French Open. In der Saison 1979/80 wurde sie Mannschaftsvizemeisterin in der Badminton-Bundesliga mit dem VfL Wolfsburg, wechselte in der Folgesaison jedoch zum STC Blau-Weiß Solingen, um auch mit diesem Team Vizemeister zu werden.

## Sportliche Erfolge
| Saison    | Veranstaltung                        | Disziplin   | Platz | Name |
| --------- | ------------------------------------ | ----------- | ----- | --- |
| 1977/1978 | Niedersächsische Einzelmeisterschaft | Damendoppel | 1     | Elke Weber / Ingrid Morsch (VfL Wolfsburg)                                                                            |
| 1977/1978 | Deutsche Einzelmeisterschaft         | Damendoppel | 3     | Ingrid Morsch (VfL Wolfsburg) / Antonie Schwabe (1. BV Mülheim)                                                       |
| 1978/1979 | Deutsche Einzelmeisterschaft         | Mixed       | 1     | Michael Schnaase / Ingrid Morsch (1. BV Mülheim / VfL Wolfsburg)                                                      |
| 1978/1979 | Deutsche Einzelmeisterschaft         | Damendoppel | 2     | Ingrid Morsch (VfL Wolfsburg) / Marie-Luise Schulta-Jansen (1. BV Mülheim)                                            |
| 1978/1979 | Niedersächsische Einzelmeisterschaft | Dameneinzel | 1     | Ingrid Morsch (VfL Wolfsburg)                                                                                         |
| 1978/1979 | Niedersächsische Einzelmeisterschaft | Damendoppel | 1     | Ingrid Morsch / Rosemarie Wochele (VfL Wolfsburg)                                                                     |
| 1979      | French Open                          | Mixed       | 1     | Karl-Heinz Zwiebler / Ingrid Morsch                                                                                   |
| 1979      | French Open                          | Damendoppel | 1     | Ingrid Morsch / Vera Martini                                                                                          |
| 1979      | Austrian International               | Mixed       | 1     | Bernd Wessels / Ingrid Morsch                                                                                         |
| 1979/1980 | Deutsche Einzelmeisterschaft         | Damendoppel | 2     | Marie Luise Schulta-Jansen (1. BV Mülheim) / Ingrid Morsch (VfL Wolfsburg)                                            |
| 1979/1980 | Niedersächsische Einzelmeisterschaft | Damendoppel | 1     | Ingrid Morsch / Rosemarie Wochele (VfL Wolfsburg)                                                                     |
| 1979/1980 | Niedersächsische Einzelmeisterschaft | Dameneinzel | 1     | Ingrid Morsch (VfL Wolfsburg)                                                                                         |
| 1979/1980 | Niedersächsische Einzelmeisterschaft | Mixed       | 1     | Harald Klauer / Ingrid Morsch (VfL Wolfsburg)                                                                         |
| 1981/1982 | Deutsche Einzelmeisterschaft         | Mixed       | 1     | Harald Klauer / Ingrid Morsch (1. DBC Bonn / STC Blau-Weiß Solingen)                                                  |
| 1981/1982 | Westdeutsche Einzelmeisterschaft     | Mixed       | 1     | Harald Klauer / Ingrid Morsch (1. DBC im SSF Bonn / STC Blau-Weiß Solingen)                                           |
| 1982/1983 | Deutsche Mannschaftsmeisterschaft    | Mannschaft  | 3     | STC Blau-Weiß Solingen (Ulrich Rost, Sulistyo, Bernd Wessels, Altenkirch, Jörg Diehl, Heidi Krickhaus, Ingrid Morsch) |
| 1982/1983 | Deutsche Einzelmeisterschaft         | Mixed       | 1     | Harald Klauer / Ingrid Morsch (1. DBC Bonn / STC Blau-Weiß Solingen)                                                  |
| 1982/1983 | Deutsche Einzelmeisterschaft         | Damendoppel | 3     | Ingrid Morsch / Heidi Krickhaus (STC Blau-Weiß Solingen)                                                              |
| 1983/1984 | Deutsche Einzelmeisterschaft         | Damendoppel | 2     | Heidi Krickhaus (STC Blau-Weiß Solingen) / Ingrid Morsch (STC Blau-Weiß Solingen)                                     |
| 1987/1988 | Deutsche Einzelmeisterschaft O32     | Damendoppel | 1     | Brigitte Pickartz / Ingrid Gatermann (VfB Lübeck / Polizei SV Bremen)                                                 |
| 1996/1997 | Deutsche Einzelmeisterschaft O45     | Damendoppel | 1     | Ingrid Gatermann / Brigitte Pickartz (Polizei SV Bremen / VfB Lübeck)                                                 |